# Falerna
Falerna är en ort och kommun i provinsen Catanzaro i regionen Kalabrien i Italien. Kommunen hade 3 938 invånare (2018).